# Pucang Sewu
Pucang Sewu is een bestuurslaag in het regentschap Soerabaja van de provincie Oost-Java, Indonesië. Pucang Sewu telt 12.514 inwoners (volkstelling 2010).